# Tân Bình, thành phố Hải Dương
Tân Bình là một phường thuộc thành phố Hải Dương, tỉnh Hải Dương, Việt Nam.

## Địa lý
Phường Tân Bình nằm ở phía tây nam thành phố Hải Dương, có vị trí địa lý: 
- Phía đông giáp phường Hải Tân và phường Lê Thanh Nghị
- Phía tây giáp phường Thạch Khôi và phường Tứ Minh
- Phía nam giáp phường Thạch Khôi
- Phía bắc giáp phường phường Lê Thanh Nghị và phường Thanh Bình.

Phường Tân Bình có diện tích 2,77 km², dân số năm 2018 là 23.555 người, mật độ dân số đạt 8.504 người/km².

## Hành chính
Phường Tân Bình được chia thành 11 khu dân cư hiện tại: 1, 2, 3, 4, 5, 6, 7, 8, 9, 10, 11.

## Lịch sử
Phường Tân Bình được thành lập vào ngày 23 tháng 9 năm 2009 trên cơ sở điều chỉnh 261,19 ha diện tích tự nhiên và 12.393 người của phường Thanh Bình.
Ngày 16 tháng 10 năm 2019, Ủy ban Thường vụ Quốc hội ban hành Nghị quyết số 788/NQ-UBTVQH14 về việc sắp xếp các đơn vị hành chính cấp huyện, cấp xã thuộc tỉnh Hải Dương (nghị quyết có hiệu lực từ ngày 1 tháng 12 năm 2019). Theo đó:
- Điều chỉnh 4,14 ha diện tích tự nhiên của phường Tứ Minh; 0,74 ha diện tích tự nhiên của phường Phạm Ngũ Lão về phường Tân Bình
- Điều chỉnh 6,86 ha diện tích tự nhiên và 816 người của phường Tân Bình về phường Phạm Ngũ Lão.

Sau khi điều chỉnh địa giới hành chính, phường Tân Bình có 277,95 ha diện tích tự nhiên và 23.555 người.